# Калаянов Олександр Іванович
Олекса́ндр Іва́нович Калая́нов (1975—2014) — солдат Збройних сил України, учасник російсько-української війни.

## З життєпису
Народився 1975 року в місті Запоріжжя. Був майстром на всі руки, займався ремонтом. Від січня 2014 року — учасник Майдану. Постраждав від вибуху газової гранати; повернувшись після лікування, залишався на Майдані до перемоги революції.
Доброволець; водій, 39-й батальйон територіальної оборони «Дніпро-2».
21 липня 2014-го увечері неподалік селища Кам'янка на блокпост українських сил АТО заїхав мікроавтобус, начинений вибухівкою, та підірвався. Загинуло п'ять військовиків — Олександр Калаянов, старший сержант Костянтин Буша, старший сержант Кривсун Юрій Олександрович, Ігор Волошин, старший солдат Загородній Олександр Сергійович.
Похований в селі Голубівка Самарівського району. Вдома лишилися мама Ніна Михайлівна, дружина та двоє синів (1997 й 2006 р.н.).

## Нагороди та вшанування
За особисту мужність і героїзм, виявлені у захисті державного суверенітету та територіальної цілісності України, вірність військовій присязі під час російсько-української війни
- нагороджений орденом «За мужність» III ступеня (4.6.2015, посмертно).
- 2020 року поблизу адмінбудівлі Перещепинської міськради відкрито військовий меморіал загиблим за суверенітет та територіальну цілісність України воїнам-землякам — серед них і Олександр Калаянов[2]